# H.B.K.
H.B.K. (аббр. ) — исторически общепринятое таксономическое сокращение (аббревиатура фамилий), указывающее на соавторство в описании таксонов известными учёными:
- H. — Александра фон Гумбольдта,
- B. — Эме Бонплана,
- K. — Карла Кунта.

Аналогичный сокращённый вариант таксономического обозначения H.B. указывает на авторство А. Гумбольдта и Э. Бонплана.
Эти сокращения важны для правильного понимания истории науки и трудов по биологии.

## Описание
Используется для оформления ссылок на научные труды этих авторов при цитировании в научных публикациях и при оформлении номенклатурных цитат при цитировании латинских названий таксонов, совместно описанных этими авторами.

## Примеры
- При ссылке на работу «Nova Genera et Species Plantarum» указывают стандартное обозначение Nov. Gen. Sp. [H.B.K.][1], хотя автором почти всего текста этой работы является Карл Кунт.